# Denys Chevalier
Denys Chevalier, né Denis Léon Marius Chevalier le 4 août 1921 à Montrouge et mort le 16 mars 1978 à Paris, est un critique d'art des années 1950 et 1960.

## Biographie
Aux côtés de son ami Pierre Descargues, Denys Chevalier est en novembre 1948 cofondateur de l’Association La Jeune Sculpture. À partir de 1949, entouré de sculpteurs parmi lesquels Émile Gilioli, Marcel Gili, Emmanuel Auricoste, Germaine Richier, Antoniucci Volti, Joseph Rivière et Jacques Gestalder, il organise le Salon de la jeune sculpture dont il est le président jusqu'à sa mort. Avec Paul Rebeyrolle, Pierre Descargues, Philippe Cara Costea et Gaëtan de Rosnay, il est également en 1949 cofondateur du Salon de la jeune peinture.
Denys Chevalier collabore à des hebdomadaires et des revues d'art françaises et étrangères, notamment France Observateur, Les Lettres françaises, Arts, La Nef, XXe siècle, Connaissance des arts, Vie des arts, Aujourd'hui art et architecture, Jardin des Arts, Renaissances, L'Âge nouveau, Graphis. Il est l'auteur de monographies sur les peintres et sculpteurs du XXe siècle et de nombreuses préfaces de catalogues d’expositions.
Conseiller technique pour plusieurs symposiums de sculpture en Amérique du nord (1963-1965), secrétaire général en 1967 du premier symposium français de sculpture à Grenoble, il est par la suite responsable du Symposium de sculpture dans le parc des Coudrays à Saint-Quentin-en-Yvelines.
En mai-juin 1985 est organisée au Couvent des Cordeliers de Paris l'exposition Trente ans de la jeune sculpture à Paris avec Denys Chevalier 1948-1978. La donation de La collection Eva et Denys Chevalier est présentée au Musée d'Art et d'Histoire de Meudon d'octobre 1995 à janvier 1996.

## Éléments de bibliographie

### Monographies
- 1948 : L’art et la technique du fer de H. Jaenneret, Paris P. Dupont
- 1949 : Minaux, Paris, éditions Presses littéraires françaises
- 1949 : O. Zadkine, Paris, éditions Guy Leprat
- 1950 :  Carzou, Paris, éditions Presses littéraires françaises
- 1950 : Joseph Rivière, Paris, éditions Presses littéraires françaises
- 1952 : Clavé, Paris, éditions Presses littéraires françaises
- 1956 : Valentine Prax, éditions Caractère, Paris
- 1957 : Geneviève, Paris, éditions Glachant
- 1960 : Métaphysique du striptease, Paris, éditions Jean-Jacques Pauvert
- 1961 ; Antoine Poncet, Lausanne, éditions La petite Rose des vents
- 1961 : Poliakoff, Paris, éditions Fernand Hazan
- 1962 : Honorio García Condoy, Paris, éditions Gizard
- 1962 : J’aime le dessin animé, Lausanne, éditions Rencontre, Lausanne
- 1963 : Picasso, Périodes Bleue et Rose, Paris, éditions Flammarion,
- 1963 : Francis Bott, Paris, éditions Le Musée de poche
- 1964 : Carl Liner, Teufen (Suisse), éditions Arthur Niggli
- 1965 : Picasso, Paris, éditions Flammarion, Petites Monographies
- 1970 :  Aristide Maillol, Paris, éditions Flammarion
- 1970 :  Nouveau Dictionnaire de la sculpture moderne, Paris, éditions Fernand Hazan (en collaboration avec d’autres critiques d’art)
- 1971 : Klee, Paris, éditions Flammarion
- 1971 : Corpora, Rome, éditions Officina Edizioni
- 1973 : Ervin Patkaï, Paris, éditions Pierre Belfond
- 1973 :  L’Art et l’État, Montréal, éditions Parti pris (en collaboration avec Robert Roussil et Pierre Perrault)
- 1974 : Pillet, La sculpture dans I’architecture, Paris, éditions Georges Fall
- 1975 : Dietrich-Mohr, Paris, éditions Arted

### Préfaces
- 1949-1954 et 1968-1977 : préfaces aux catalogues du Salon de la jeune sculpture
- 1950 : Nassos Daphnis (en), galerie Colette Allendy, Paris
- 1957 : Volti, collection Artistes de ce temps
- 1958 : Molné, galerie J.C. Chaudun, Paris
- 1961 : Hakki Anli, galerie Im Erker, Saint-Gall
- 1961 : Patricia Diska, sculptures, Metcalf, sculptures et Yetkai, peintures, centre culturel américain, Paris
- 1961 : Antonio Bandeira, galerie Debret, Paris
- 1961 : Fritz Winter (en), galerie Marbach, Paris
- 1962 : Jean Le Moal, galerie Roque, Paris
- 1962 : Edgardo Mannucci, galerie Odyssia, Rome
- 1962 : Marie-Odile Bouchet, galerie 7, Paris
- 1962 : Théo Kerg, Städtische Kunstgalerie Bochum (RFA)
- 1962 : Exposition Internationale du petit bronze, Musée d'Art moderne de Paris
- 1963 : András Beck et Geza Szobel, galerie Lambert, Paris
- 1963 : Dietrich-Mohr, galerie de l’Université, Paris
- 1963 : Huit peintres et un sculpteur, Calmettes, Eudaldo, Hajdu, Hayter, Le Moal, Manessier, Pelayo, Roger Weiss, Yankel, galerie du Pont-Neuf, Paris
- 1964 : Carl Liner, CL Ausschuss, Saint-Gall
- 1964 : Burka, galerie Suzanne de Coninck, Paris
- 1964 : Proweller et Fumio Otani, galerie Suzanne de Coninck, Paris
- 1965 : Miguel Berrocal, galerie Kriegel, Paris
- 1965 : Jacqueline Badord, galerie Florence Houston-Brown, Paris
- 1965 : Cinq peintres un sculpteur (Amable Arias (es), Capdeville, Fromanger, Garache, Maurice Matieu et Gardy-Artigas), Derrière le miroir n° 150, galerie Maeght, Paris
- 1965 : Atila, galerie Transposition, Paris
- 1965 : O. Zadkine, Kunsthaus de Zurich
- 1966 : George Apostu (ro), galerie Raymonde Cazenave, Paris
- 1966 : Edmund Alleyn, galerie Édouard Smith, Paris
- 1967 : Art et mouvement, Musée d'art contemporain Montréal, 1967
- 1968 : Toshiaki Tsukui, galerie Suzanne de Coninck, Paris
- 1968 : Victor Cupsa, galerie Zunini, Paris
- 1969 : Wanda Ladniewka, galerie Lambert, Paris
- 1970 : Victor Cupsa, Musée d'art moderne de la ville de Paris ARC
- 1971 : Claude Santa, galerie Raymonde Cazenave, Paris
- 1971 : Thibaud, galerie La Roue, Paris
- 1971 : Latin Amerika i Skandinavia, Kunstnernes Hus, Olso[3]
- 1973 : Victor Roman, galerie de l'Université, Paris
- 1973 : Louis Chavignier, centre d’Art Vitry-sur-Seine (collaboration)
- 1973 : Carl Liner, galerie Raymonde Cazenave, Paris
- 1973 : Natalino Andolfatto', galerie Kriegel, Paris
- 1973 : Duncan, son bestiaire, galerie de l’Université, Paris
- 1974 : Jean Chauvin, galerie l’Enseigne du Cerceau, Paris
- 1974 : Michel Gérard, galerie l’Enseigne du Cerceau, Paris
- 1974 : Ervin Patkaï, Maison de la Culture de Saint-Étienne
- 1974 : Broglia, éditions du Mont Cenis
- 1977 : José Subirà-Puig, sculptures en bois, Club de Créteil

### Sur Denys Chevalier
- Trente ans de jeune sculpture à Paris avec Denys Chevalier 1948-1978, textes de Patrick-Gilles Persin, Pierre Descargues, Denys Chevalier et autres, Paris, Association pour la promotion des arts du XXe siècle, 1995 (160 p.).
- Sculptures, 1944-1982 : la collection Eva et Denys Chevalier, catalogue par Francis Villadier et Marie-José Villadier, catalogue par Francis Villadier et Marie-José Villadier, Musée d'Art et d'Histoire de Meudon, 1995.
- Mathilde Desvages, Le Salon de la Jeune Sculpture au temps de Denys Chevalier (1949-1978), thèse de doctorat sous la direction de Paul-Louis Rinuy, Université Paris 8 Vincennes-Saint-Denis, septembre 2016.
- Mathilde Desvages et Marianne Lombardi, Œuvrer pour la sculpture, la collection Denys et Eva Chevalier, mare&martin Edition, 2024, 252p. Catalogue de l'exposition "Œuvrer pour la sculpture, la collection Denys et Eva Chevalier" au Musée d'art et d'histoire de Meudon, 29 mars au 13 juillet 2024